# Birmingham Bowl 2022
Match précédent Match suivant
Le Birmingham Bowl 2022 est un match de football américain de niveau universitaire joué après la saison régulière de 2022, le 27 décembre 2022 au Protective Stadium situé à Birmingham dans l'État de l'Alabama aux États-Unis.
Il s'agit de la 16e édition du Birmingham Bowl.
Le match met en présence l'équipe des Chanticleers de Coastal Carolina issue de la Sun Belt Conference et l'équipe des Pirates d'East Carolina issue de l'American Athletic Conference.
Il débute vers 17 h 50 locales (le 28 décembre vers 0 h 45 en France) et est retransmis à la télévision par ESPN.
Sponsorisé par la société TicketSmarter, le match est officiellement dénommé le 2022 TicketSmarter Birmingham Bowl.
Eastern Carolina remporte le match sur le score de 53 à 29. 

## Présentation du match
Il s'agit de la 1re rencontre entre les deux équipes :
| Équipes                                                                                                   | Couleurs | Conférences | Entraîneurs                | Stats. saison rég. | Classements avant le bowl | Classements avant le bowl | Classements avant le bowl |
| --- | -------- | ----------- | -------------------------- | ------------------ | ------------------------- | ------------------------- | ------------------------- |
| Équipes                                                                                                   | Couleurs | Conférences | Entraîneurs                | Stats. saison rég. | CFP                       | AP                        | Coaches                   |
| Chanticleers de Coastal Carolina                                                                          |          | Sun Belt    | Chad Staggs (en) (intérin) | 9 - 3              | NC                        | NC                        | NC                        |
| Pirates d'East Carolina                                                                                   |          | AAC         | Mike Houston (en) (saison) | 7 - 5              | NC                        | NC                        | NC                        |
| - Arbitre : Tuta Salaam (Big 12) - Équipe donnée favorite par les bookmakers : East Carolina par 7 points |          |             |                            |                    |                           |                           |                           |

### Chanticleers de Coastal Carolina
Avec un bilan global en saison régulière de 9 victoires et 2 défaites (6-2 en matchs de conférence), Coastal Carolina est éligible et accepte l'invitation pour participer au Birmingham Bowl 2022.
Ils terminent 1er de la Division East de la Sun Belt Conference. Ils perdent la finale de conférence jouée contre les #24 Trojans de Troy et comptent ainsi un bilan de 9 victoires et 3 défaites avant le bowl. Ils n'ont joué aucun match contre un adversaire classé dans le Top 25 des classements CFP, AP et Coaches.
À l'issue de la saison 2022 (bowl non compris), ils n'apparaissent pas dans les classements CFP, AP et Coaches. L'équipe est dirigée par Chad Staggs (coordinateur défensif et entraîneur des safeties) en remplacement de Jamey Chadwell lequel a accepté le 2 décembre 2022 le poste d'entraîneur principal des Flames de Liberty
Il s'agit de leur première participation au Birmingham Bowl et le 3e bowl de leur histoire :
| Logo     | Postes                                                  | Joueurs                                                 | Statistiques                                                      |
| -------- | ------------------------------------------------------- | ------------------------------------------------------- | ----------------------------------------------------------------- |
|          | Quarterback                                             | Grayson McCall                                          | 197/285 passes réussies pour 2 633 yards, 24 TDs, 2 interceptions |
| Coureur  | CJ Beasley                                              | 135 courses pour 706 yards nets gagnés et 5 TDs         |                                                                   |
| Receveur | Sam Pinckney                                            | 67 réceptions pour 917 yards et 3 TDs                   |                                                                   |
| Effectif | Listing et statistiques du roster 2022 des Chanticleers | Listing et statistiques du roster 2022 des Chanticleers |                                                                   |

### Pirates d'East Carolina
Avec un bilan global en saison régulière de 7 victoires et 5 défaites (4-4 en matchs de conférence), East Carolina est éligible et accepte l'invitation pour participer au Birmingham Bowl 2022.
Ils terminent 6e de l'American Athletic Conference derrière #16 Tulane, UCF, Cincinnati, SMU et Houston.
À l'issue de la saison 2022 (bowl non compris), ils n'apparaissent pas dans les classements CFP, AP et Coaches.
Il s'agit de leur 3e participation au Birmingham Bowl  et le 20e bowl de leur histoire :
| Saisons | Dates            | Vainqueurs          | Scores  | Finalistes          | Bilan     |
| ------- | ---------------- | ------------------- | ------- | ------------------- | --------- |
| 2006    | 23 décembre 2006 | South Florida (9-4) | 24 - 07 | East Carolina (7-6) | D : 0 - 1 |
| 2014    | 3 janvier 2015   | Florida (6-5)       | 28 - 20 | East Carolina (8-4) | D : 0 - 2 |

| Logo     | Postes                                             | Joueurs                                            | Statistiques                                                      |
| -------- | -------------------------------------------------- | -------------------------------------------------- | ----------------------------------------------------------------- |
|          | Quarterback                                        | Holton Ahlers                                      | 287/431 passes réussies pour 3 408 yards, 23 TDs, 5 interceptions |
| Coureur  | Keaton Mitchell                                    | 179 courses pour 1 325 yards nets gagnés et 14 TDs |                                                                   |
| Receveur | Isaiah Winstead                                    | 82 réceptions pour 1 013 yards et 4 TDs            |                                                                   |
| Effectif | Listing et statistiques du roster 2022 des Pirates | Listing et statistiques du roster 2022 des Pirates |                                                                   |